# Miguel Ángel Nieto
Pour les articles homonymes, voir Nieto.
Miguel Ángel Nieto de la Calle est un footballeur espagnol né le 12 janvier 1986 à San Sebastián de los Reyes dans la communauté de Madrid. Il évolue au poste de milieu offensif au CD Alcoyano.

## Carrière
Nieto joue avec l'équipe première du Real Madrid entre 2006 et 2008. Il évolue alors au poste d'arrière droit et porte le numéro 32. C'est son ancien entraîneur Fabio Capello qui l'a découvert. Il joue ainsi dans un match contre le Dynamo Kiev en Ligue des champions.
En juillet 2008, il signe un contrat de 5 ans avec Almería, club de première division espagnole. Il y monte d'un cran pour évoluer milieu droit.

## Palmarès
- Real Madrid CF
  - Vainqueur de la Liga BBVA : 2007